# 斯威夫特 (伊利諾伊州)
斯威夫特（英語：Swift）是位於美國伊利諾伊州杜佩奇縣的一個非建制地區。該地的面積和人口皆未知。

## 地理
斯威夫特的座標為41°55′13″N 88°02′32″W / 41.92028°N 88.04222°W，而該地的平均海拔高度為223米（即732英尺）。